# Take That and Party
Take That And Party е дебютният албум на британската поп група Тейк Дат от 1992 година. Достига до 5-о място в британските класации, с хитове като I Found Heaven – 15-а позиция, A Million Love Songs – 7-а позиция, Could It Be Magic (кавър на Barry Manilow) – 3-та позиция. През 1993 година групата е отличена с награда БРИТ за най-добър сингъл – Could It Be Magic.
Седмият им сингъл Why Can't I Wake Up With You става най-успешното парче за певците, като достига до 2-ро място в класациите.

## Списък на песните

### Оригинален траклист
1. I Found Heaven – 4:01
2. Once You've Tasted Love – 3:43
3. It Only Takes a Minute – 3:45
4. A Million Love Songs – 3:52
5. Satisfied – 4:29
6. I Can Make It – 4:10
7. Do What U Like – 3:06
8. Promises – 3:34
9. Why Can't I Wake Up with You – 4:12
10. Never Want to Let You Go (new studio mix) – 4:56
11. Give Good Feeling – 4:23
12. Could It Be Magic (Radio Rappino mix) – 3:30
13. Take That and Party – 2:54

### Разширено издание
1. Waiting Around – 2:56
2. How Can It Be – 4:03
3. Guess Who Tasted Love (редактиран) – 5:21

### Американско издание
1. I Found Heaven – 4:01
2. Once You've Tasted Love – 3:43
3. It Only Takes a Minute – 3:45
4. A Million Love Songs – 3:52
5. Satisfied – 4:29
6. I Can Make It – 4:10
7. Do What U Like – 3:06
8. Promises – 3:34
9. Why Can't I Wake Up with You – 4:12
10. Never Want to Let You Go – 4:56
11. Give Good Feeling – 4:23
12. Could It Be Magic (Radio Rappino mix) – 3:30
13. Take That and Party – 2:54

### Take That and Party: The Video
1. Take That and Party (видеоклип) – 2:56
2. Do What U Like (видеоклип) – 3:06
3. Promises (видеоклип) – 3:41
4. Once You've Tasted Love (видеоклип) – 3:43
5. Why Can't I Wake Up with You (видеоклип) – 3:45
6. It Only Takes a Minute (видеоклип) – 3:45
7. Satisfied (видеоклип) – 4:29
8. Why Can't I Wake Up with You (на живо а капела) – 3:32
9. I Found Heaven (видеоклип) – 4:06
10. A Million Love Songs (видеоклип) – 3:52
11. Could It Be Magic (видеоклип) – 3:30